# Chireno (Teksas)
Chireno je grad u američkoj saveznoj državi Teksas. Prema popisu stanovništva iz 2010. u njemu je živjelo 386 stanovnika.